# Esquerra Unida del País Valencià (1978)
Esquerra Unida del País Valencià (Izquierda Unida del País Valenciano) fue un partido político español de ámbito valenciano constituido en 1978 por el Front d'Esquerra Nacionalista -entre los que destacaba el colectivo de la Esquerra Independent de Castelló (EIC)-, el Moviment Comunista del País Valencià (MCPV), la Lliga Comunista Revolucionària (LCR) y Nacionalistes Independents (NI-PV). 
EUPV reconocía en su declaración fundacional el derecho a la autodeterminación del Pueblo Valenciano, y apostaba por un mayor autogobierno para los valencianos, bien en forma de federación o directamente desde de la independencia. EUPV también reconocía los Países Catalanes como marco nacional y defendía la libre unión del País Valenciano con estos.
Esta primera fuerza denominada EUPV se integró en la Coalición electoral en 1983 Unitat del Poble Valencià, que se convirtió en partido político en 1984 y en el que se integró la mayoría de EUPV. El sector que no se integra, encabezado por el MCPV y la LCR, mantiene las siglas durante 1985, realizando el último acto público en octubre de ese año.